# Hulha Negra
Hulha Negra est une ville brésilienne du Sud-Ouest de l'État du Rio Grande do Sul, faisant partie de la microrégion Campanha méridionale et située à 373 km au sud-ouest de Porto Alegre, capitale de l'État. Elle se situe à une latitude de 31° 24′ 16″ sud et à une longitude de 53° 51′ 49″ ouest, à une altitude de 196 mètres. Sa population était estimée à 6 030, pour une superficie de 823 km2.
C'est le charbon, une des grandes richesses de la commune, qui a donné son nom à la municipalité (Hulha, houille ; negra, noire).

## Villes voisines
- Aceguá
- Bagé
- Candiota